# Juan Diego Lojas
Juan Diego Lojas (Comas, Lima, Perú, 23 de abril de 1989) es un futbolista peruano. Juega como defensa central y su actual equipo es el Deportivo Garcilaso  de la Liga 1 del Perú.

## Trayectoria
En el 2003, pasó a las divisiones menores de Sporting Cristal donde en poco tiempo fue capitán de la Sub-20 del equipo rimense. El 2008 fue campeón con la categoría Sub-20 en el cuadro bajopontino, ese año debutó en la Primera División del Perú ante el Cienciano el 23 de abril. Anotó su primer gol en Primera División frente a Sport Boys en la última fecha del torneo Clausura, el 13 de diciembre de 2008, día aniversario del Sporting Cristal. clasificando a la Copa Libertadores 2009. 
Jugó la Copa Libertadores 2013 (donde llegó hasta cuartos de final). en su estancia en Sporting Cristal jugó al lado del portero peruano José Carvallo y Christian Ramos, quienes fueron mundialistas en la Copa Mundial de Fútbol de 2018, en el 2012 juega por León de Huánuco y el siguiente año ficha por Real Garcilaso en el cual juega 6 años y logra quedar subcampeón en la temporada 2017 atrás de Alianza Lima y disputando 4 torneos internacional (2014, 2018) en ambas quedando eliminado en fase de grupos y quedando último del grupo.
En el 2019 ficha por Cienciano en busca del ascenso del cuadro cusqueño luego de 4 años en la liga 2 2019, logró ser campeón de la Segunda División del Perú. En el 2021 logra clasificar a la Copa Sudamericana 2022.

## Selección nacional
Fue convocado a la Selección Peruana Sub-15 y a la Preselección Peruana Sub-20.

## Vida personal
Nació y vive en la urbanización "El Pinar" en Comas Lima-Perú .Estudió en el Colegio Liceo Santo Domingo(Promoción "Juan Pablo II"- 2005), inició estudios en la Universidad Cesar Vallejo con la carrera de Administración
Terminó sus estudios secundarios en el Colegio Particular Liceo Santo Domingo, de la Urbanización El Pinar- Comas. Estudia Ingeniería de Sistemas en la Universidad César Vallejo en el distrito de Los Olivos.

## Clubes
| Club                | País | Año         |
| ------------------- | ---- | ----------- |
| Sporting Cristal    | Perú | 2008 - 2011 |
| León de Huánuco     | Perú | 2012        |
| Real Garcilaso      | Perú | 2013 - 2018 |
| Cienciano           | Perú | 2019 - 2021 |
| Alianza Atlético    | Perú | 2022        |
| Deportivo Garcilaso | Perú | 2023 -      |

## Palmarés

### Campeonatos nacionales
| Título | Club      | País | Año  |
| ------ | --------- | ---- | ---- |
| Liga 2 | Cienciano | Perú | 2019 |